# Воронежско-Харьковская стратегическая наступательная операция
Воронежско-Харьковская стратегическая наступательная операция (13 января — 3 марта 1943 года) — стратегическая наступательная операция Воронежского, Брянского и Юго-Западного фронтов. Цель операции — разгром группы армий «Б» вермахта и освобождения значительной территории, крупных промышленных и административных центров СССР — Воронежа, Курска, Белгорода и Харькова.

## Составные части
Советская историография объединяла в рамках Воронежско-Харьковской операции три разных наступательных операции:
- Острогожско-Россошанская — с 13 января по 27 января 1943 года;
- Воронежско-Касторненская — с 24 января по 2 февраля 1943 года;
- Харьковская (Операция «Звезда») — с 19 февраля по 14 марта 1943 года.

Непосредственным продолжением операции «Звезда» стало наступление Воронежского, Брянского и Юго-Западного фронтов в направлении днепровских переправ (февраль-март 1943), известная как операция «Скачок» .

### Острогожско-Россошанская операция

#### Силы сторон
СССР
- Воронежский фронт (командующий — Ф. И. Голиков)[2]:
  - 60-я армия
  - 40-я армия
  - 69-я армия
  - 3-я танковая армия
  - 38-я армия
- Брянский фронт[2] (командующий — М. А. Рейтер) составом 13-й армии,
- Юго-Западный фронт[2] (командующий — Н. Ф. Ватутин) составом 6-й армии.

Авиационную поддержку наступления выполняли:2-я, 15-я и 13-я воздушные армии и 3-й бомбардировочный авиационный корпус.
В ходе боевых действий были дополнительно введены управления 69-й и 64-й армий, танковый и кавалерийский корпуса, 9 дивизий и 5 бригад.
Боевой состав и численность войск[когда?]:
| Объединения                   | Количество соединений | Численность, чел. |
| ----------------------------- | --- | ----------------- |
| Воронежский фронт             | стрелковых дивизий — 20, истребительных дивизий — 1, кавалерийский дивизий — 2, танковых корпусов — 2, стрелковых бригад — 10, танковых бригад — 10 | 347 200           |
| Брянский фронт: 13-я армия    | стрелковых дивизий — 7, истребительных дивизий — 1, танковых бригад — 2                                                                             | 95 000            |
| Юго-Западный фронт: 6-я армия | стрелковых дивизий — 5, стрелковых бригад — 1, танковых бригад — 2                                                                                  | 60 200            |
| Всего                         | дивизий — 36, танковых корпусов — 2, бригад — 25 | 502 400           |

Германия
Со стороны Германии — группа армий «Б» под командованием генерал-фельдмаршала Максимилиана фон Вейхса (звание присвоено в ходе проведения операции — 31.01.1943 г.). В составе группы армий в боях принимали участие 2-я венгерская армия под командованием генерал-полковника Густава Яни и 8-я итальянская армия под командованием генерала армии Итало Гарибольди.
Группа армий «Б»:
- 605-й полк связи группы армий «Б»
- 2-я армия- командующий генерал от инфантерии Ганс фон Зальмут
  - 7-й армейский корпус
  - 13-й армейский корпус
  - 55-й армейский корпус
- 4-я танковая армия — командующий генерал-полковник Герман Гот
- 8-я итальянская армия — командующий генерал армии Итало Гарибольди
- 2-я венгерская армия — командующий генерал-полковник Густав Яни

#### Результаты
В ходе операции нанесено поражение группе армий «Б». Полностью разгромлены входившие в состав группы 8-я итальянская армия и 2-я венгерская армия.
Освобождены крупные города: Воронеж, Курск, Белгород, Харьков, Россошь, Валуйки, Острогожск, Касторное, Старый Оскол, Новый Оскол, Щигры, Обоянь, Богодухов, Ахтырка, Севск.
В ходе наступательных боев советские войска форсировали крупные водные преграды: Дон, Чёрная Калитва, Оскол, Тим, Северский Донец, Сейм, Псёл, Ворскла[значимость факта?].

### Ворошиловградская операция
Также известна как операция «Скачок».

### Немецкое контрнаступление
В результате контраступления с 4 по 25 марта 1943 года на южном участке фронта противнику удалось добиться остановки советского наступления и вернуть Харьков. Немецкие войска вновь вышли на рубежи рек Северский Донец и Миус. Дальнейшие действия были прекращены из-за наступления распутицы.

### Южный фронт
21 февраля первый заместитель начальника оперативного управления Генштаба А. Н. Боголюбов приказал командующему Южным фронтом Малиновскому перейти в наступление на Донбасс. З-й гвардейский мехкорпус перешел Миус, но был остановлен и окружен под Матвеев Курганом. Немецкая позиция на Миус-фронте укрепилась и держалась до августа 1943 года.